# Figuras de paja

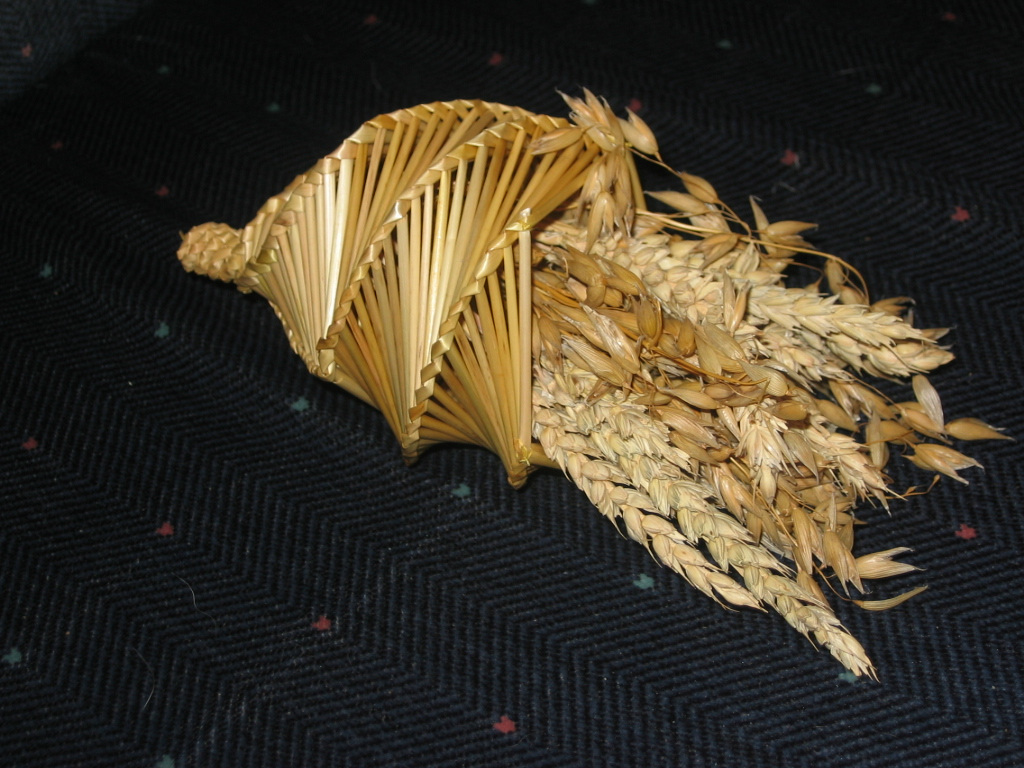
Cornucopia o cuerno de la abundancia.

Figuras de paja hace referencia a formas de trabajo de la paja como cultura popular tradicional durante la cosecha, costumbre arraigada en la Europa anterior a la mecanización agrícola.
La cultura pagana tradicional europea sostenía que el espíritu del grano vivía entre los cultivos y la cosecha les dejaba sin lugar para vivir.
James George Frazer, en su obra La rama dorada, habla de ejemplos del folclore europeo recogidos por el etnólogo Mannhardt Wilhelm. Entre las costumbres destacan los muñecos y vestidos que se hacían con gavillas de la cosecha, así como las formas huecas, conseguidas gracias a la consistencia de la abundante paja del trigo y otros cereales que tenían las variedades antiguas, y que servirían para dar cobijo a los espíritus desde el momento de la cosecha hasta la nueva estación.

## Materiales utilizados
- Gran Bretaña: principalmente trigo, avena, cebada y centeno
- Irlanda: juncos
- Sur de Francia: hojas de palma